# Wie Weit/How Far/En Vie
Wie Weit/How Far/En Vie jsou singly od finské kapely Apocalyptica. Poprvé bylo vydané pod názvem „Wie Weit“ 14. 2. 2005. Pak znovu pod názvem „How Far“ 23. 2. 2005. Každá verze měla jinak poskládané skladby.

## Seznam skladeb

### Wie Weit
1. „Wie Weit“ (feat. Marta Jandová) – 3:27
2. „Quutamo“ – 3:26
3. „How Far“ (feat. Marta Jandová) – 3:27
4. „En Vie“ (feat. Manu) – 3:28

### How Far
1. „How Far“ (feat. Marta Jandová) – 3:27
2. „Quutamo“ – 3:26
3. „En Vie“ (feat. Manu) – 3:28
4. „Wie Weit“ (feat. Marta Jandová) – 3:27